# Білокриницька бучина № 2
Білокрини́цька бучина́ № 2 — ботанічна пам'ятка природи місцевого значення в Україні. Розташована в межах Кременецького району Тернопільської області, на північний захід від села Башківці, у межах лісового урочища «Антонівці-Свинодебри». 
Площа 7,6 га. Оголошене об'єктам природно-заповідного фонду рішенням Тернопільської обласної ради від 18 березня 1994 року. Перебуває у віданні ДП «Кременецьке лісове господарство» (Білокриницьке лісництво, кв. 55, вид. 21; кв. 59, вид. 6). 
Під охороною — буково-дубове насадження Iа бонітету віком 70 років.